# Hôtel de Brionne

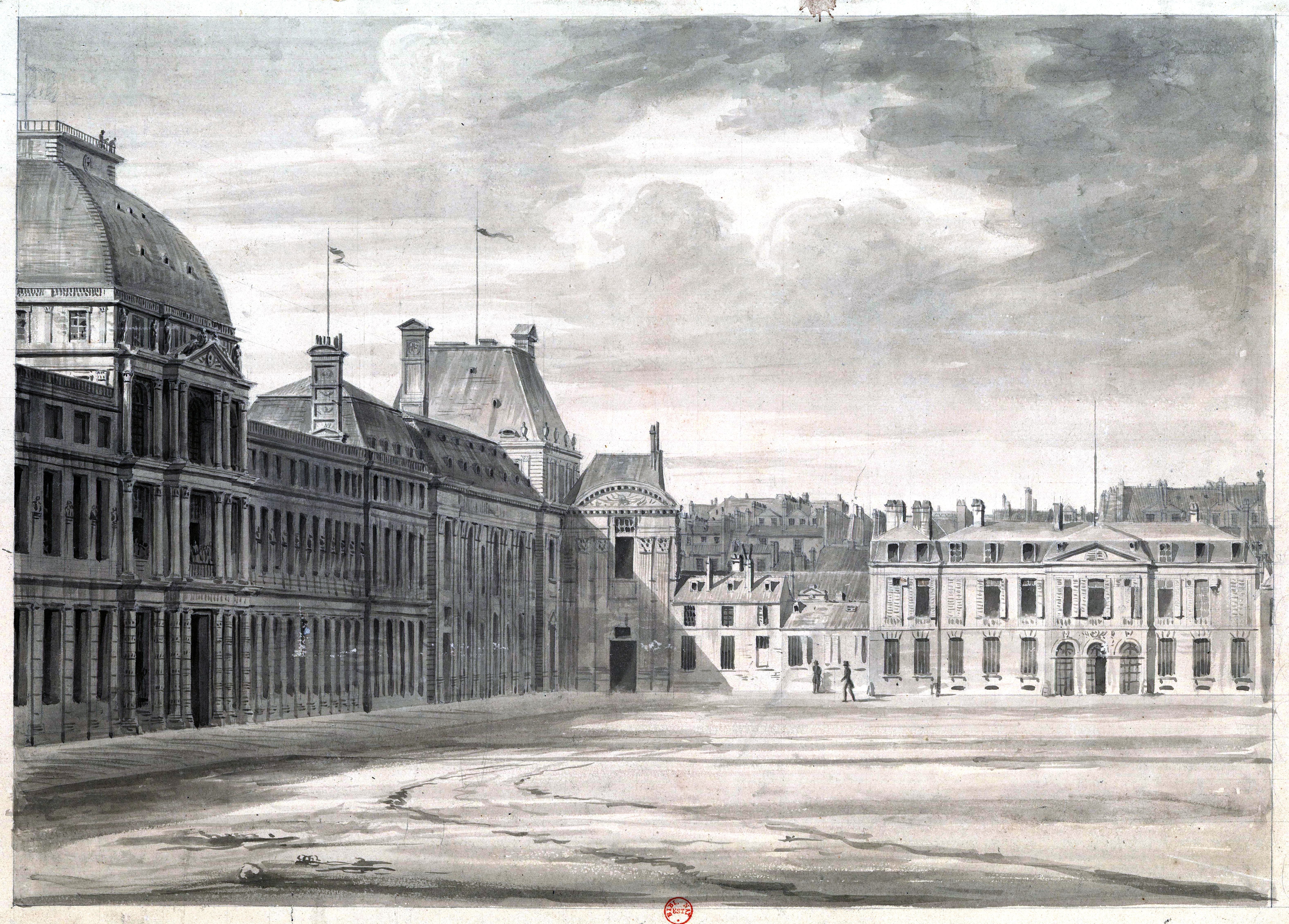
Rechts die Fassade des Hôtel de Brionne, links der Tuilerienpalast (2. Hälfte des 18. Jahrhunderts)

Das Hôtel de Brionne, auch Hôtel d’Armagnac genannt, war ein Hôtel particulier in Paris; es wurde um 1676 errichtet, 1734 nach Plänen Robert de Cottes neugebaut und um 1806 abgerissen.

## Geschichte
Das erste Hôtel particulier wurde um 1676 für den Großstallmeister von Frankreich Louis de Lorraine (1641–1718), Graf von Armagnac, Charny und Brionne, gebaut.

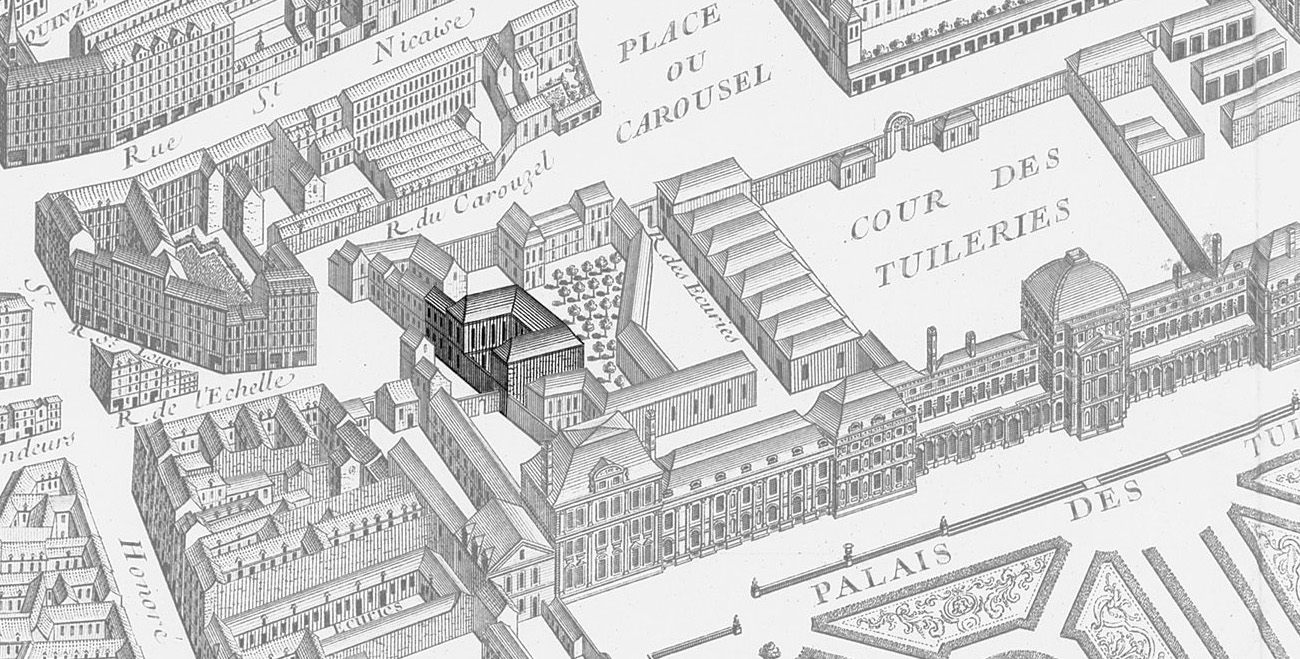
Da Hôtel de Brionne auf dem Plan de Turgot von 1739.

1734 wurde es auf einem Grundstück an der Grenze zu den Tuilerien nach Plänen des Architekten Robert de Cotte für Charles de Lorraine, Graf von Armagnac, den siebten Sohn des Vorbesitzers, der 1712 das Amt des Großstallmeisters von Frankreich erhalten hatte, neu errichtet. Dieses Anwesen wurde anfangs gleichzeitig nach den beiden Titeln Brionne und Armagnac benannt, schließlich aber einfach als Hôtel de Brionne bezeichnet. Es scheint 1772 noch vom benachbarten Hôtel de La Vallière getrennt gewesen zu sein, war aber unter Ludwig XVI. mit diesem vereint.
Während der Revolution bezog der Sicherheitsausschuss in der ersten Maiwoche 1793 das Gebäude. Es teilte sich die Räumlichkeiten mit anderen Komitees und Ausschüssen. Ein überdachter Durchgang bildete eine Verbindung zum Tuilerienpalast. Ab April 1794 beherbergte das Palais allein den Sicherheitsausschuss bis zu dessen Auflösung im Oktober 1795.
1801 war das Hotel der Wohnsitz von Caroline Bonaparte und Joachim Murat, wie die Herzogin von Abrantès bezeugt: „Eines Tages besuchte ich sie im Hotel de Brionne, wo sie damals wohnte. Sie bewohnte das Erdgeschoss, und Herr Benezech und seine ganze Familie waren im ersten Stock“.
Das Hôtel de Brionne wurde um 1806 abgerissen, zur gleichen Zeit wie die anderen Gebäude in der Rue du Carrousel und die Straße selbst. Der Place du Carrousel erstreckte sich damals von den Tuilerien bis zur Rue de Rohan und von der großen Galerie am Flussufer bis zur Galerie entlang der Rue de Rivoli. Am Standort des Hôtel de Brionne wurde von 1806 bis 1811 im Auftrag Napoleon Bonapartes der Aile de Marsan des Nordflügels des Palais du Louvre gebaut.

## Architektur

Hôtel de Brionne, Ansichten 1734
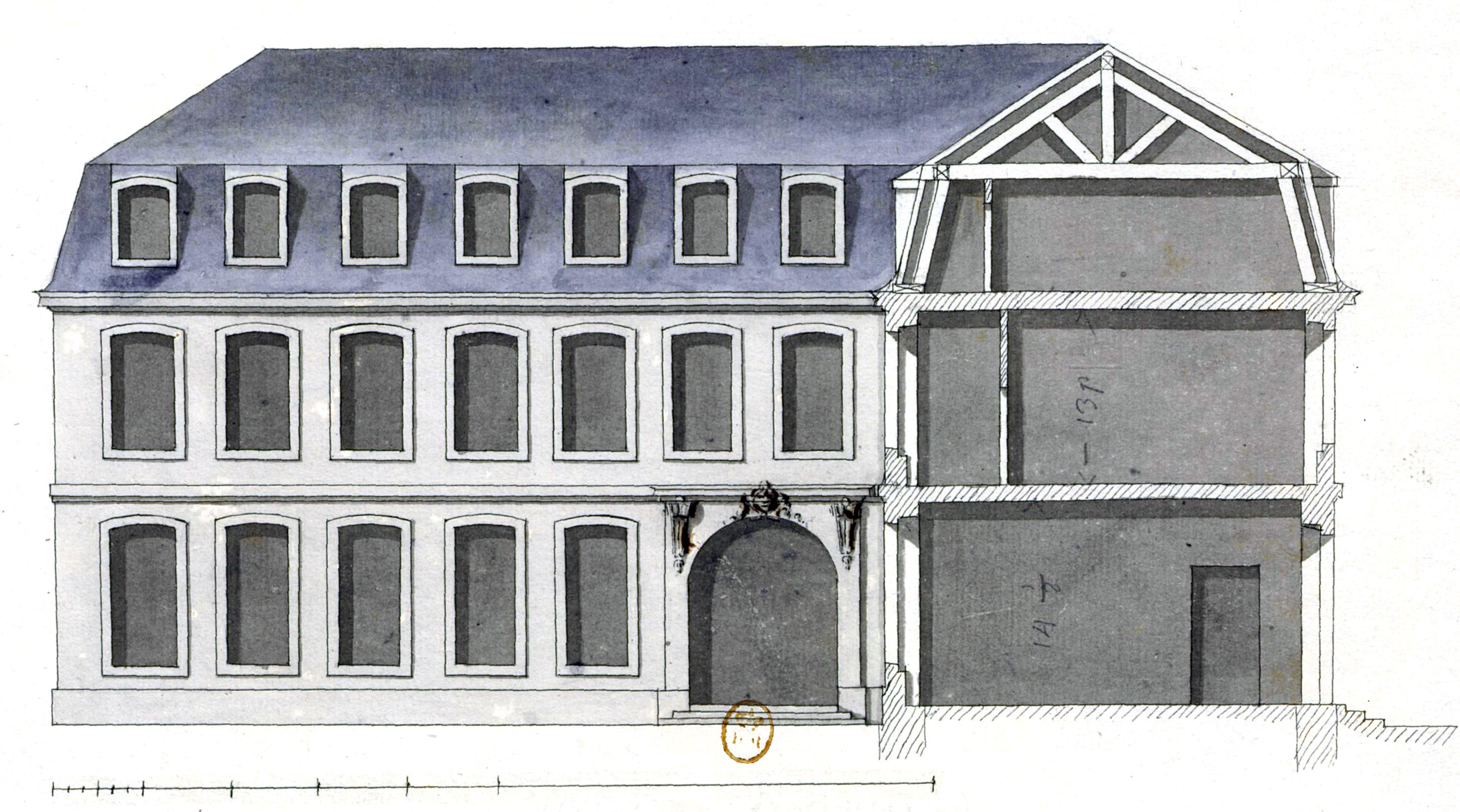
Linker Flügel.
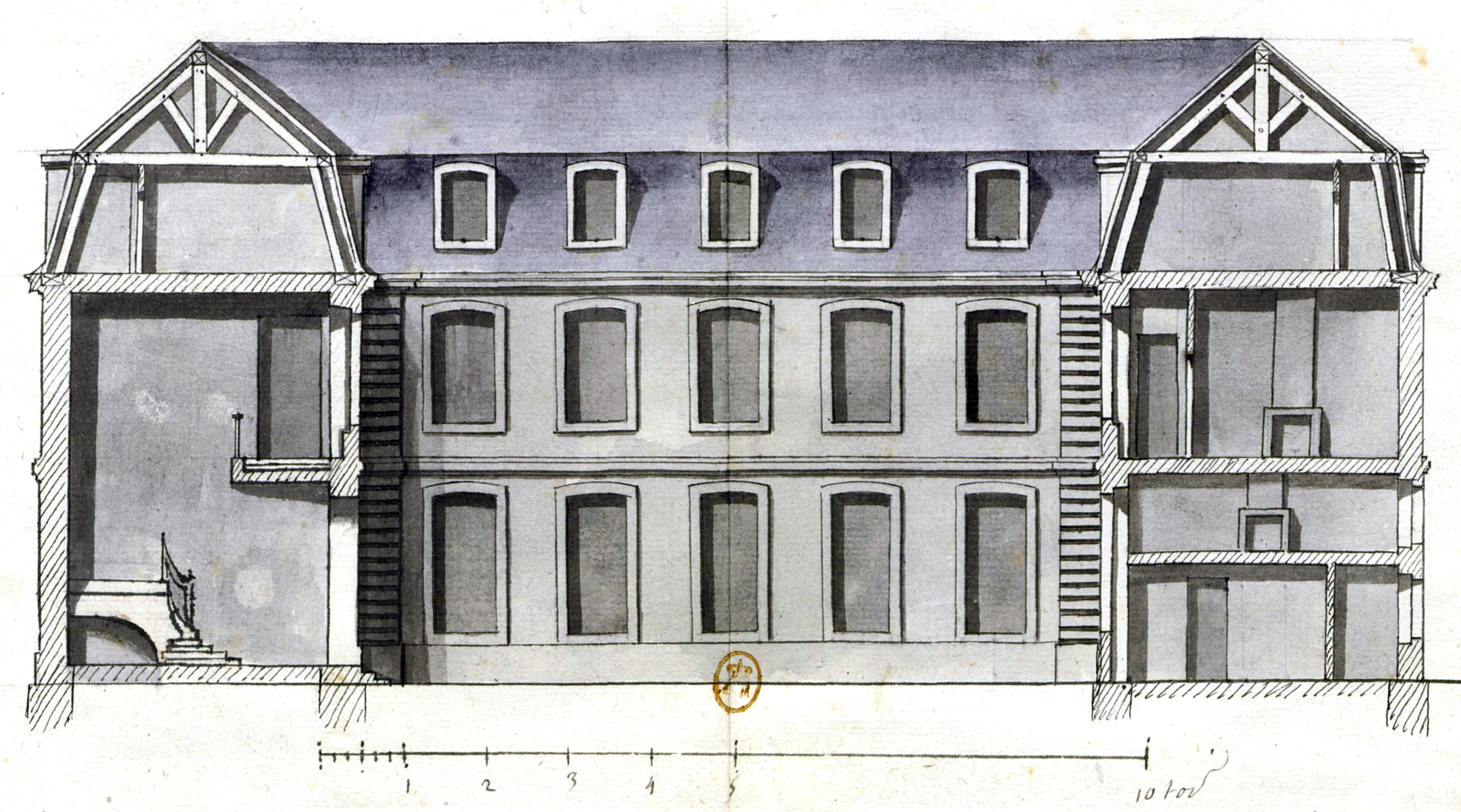
Hoffassade.
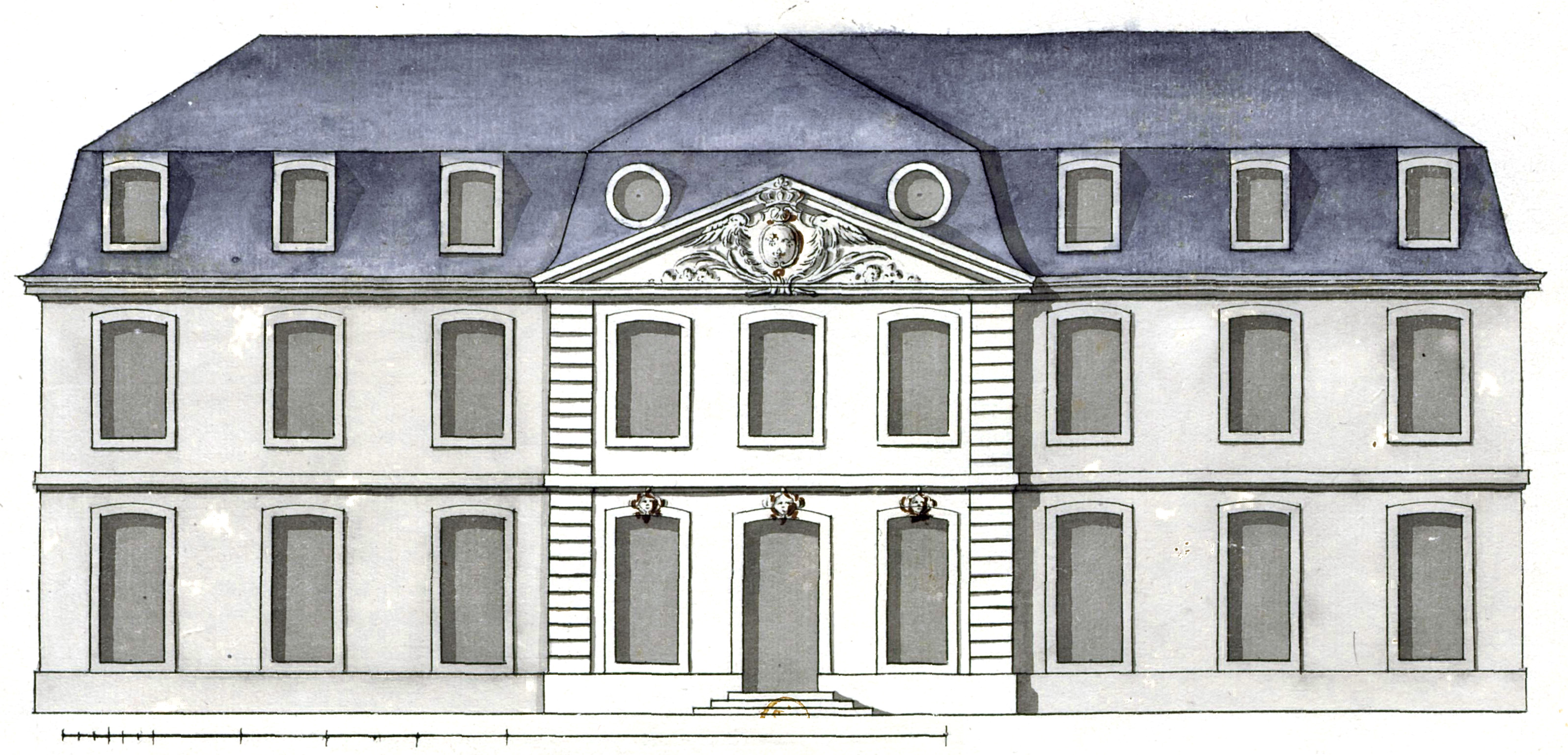
Gartenfassade.